# انتخاب فردي

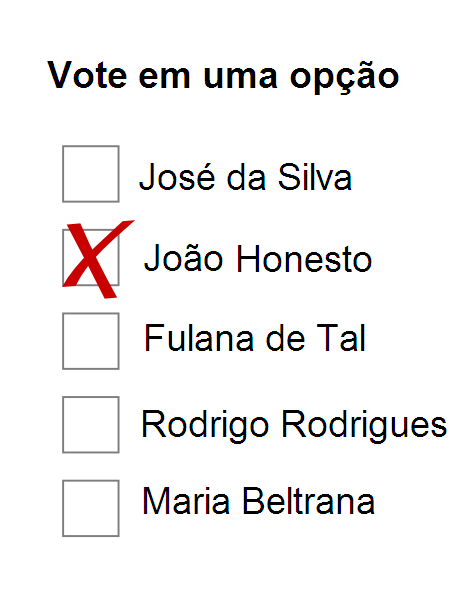

الانتخاب الفردي هو نظام انتخابي ينتج عنه فوز مرشح واحد. ويعرف كذلك بـ الانتخاب الحر المباشر وأيضا انتخاب الأكثرية العددية وهي نظام قائم على الأغلبية العددية وآلية انتخابية للتمثيل النسبي تستخدم طريقة التصويت التراتبي لانتخاب مرشحين في دوائر متعددة المقاعد. أما الأصوات الفائضة عن الحاصل الانتخابي التي يحصل عليها مرشّح معيّن، فتُعطى للمرشحين الآخرين، وهو النوع السائد والفائز في سباق المنافسة على احتلال المقاعد.